# أندرو موراي (سياسي)
أندرو موراي (بالإنجليزية: Andrew Hunter Arbuthnot Murray)‏ هو سياسي بريطاني (وحمل سابقاً جنسية المملكة المتحدة لبريطانيا العظمى وأيرلندا)، ولد في 19 ديسمبر 1903 بإدنبرة في المملكة المتحدة، وتوفي في 21 مارس 1977.